# Friedetalbrücke
Die Friedetalbrücke  ist eine 485 m lange Brücke der BAB 38. Sie liegt nördlich von Sollstedt zwischen den Autobahnanschlussstellen Breitenworbis und Bleicherode im Landkreis Nordhausen in Thüringen.
Die Brücke befindet sich unmittelbar nördlich der Ortschaft Sollstedt und südlich der Bleicheröder Berge. Es ist eine Sechs-Feld-Brücke mit Stützweiten zwischen 35 m und 165 m, die in einer Höhe von maximal 29 m das Tal der Friede und ein Gewerbegebiet auf dem Gelände des Schachtfeldes des ehemaligen Kalibergwerks Sollstedt. Wie fast alle neueren Autobahnbrücken besteht sie aus zwei eigenständigen Brückenbauwerken, getrennt für jede Richtungsfahrbahn. Aufgrund der besonderen geologischen Bedingungen war eine Tiefengründung mit Pfählen von bis zu 45 m Länge notwendig.
Gebaut wurde die Überführung zwischen den Jahren 2007 und 2009, die Inbetriebnahme erfolgte ebenfalls im Jahr 2009. Zusätzlich verbaut wurde eine Schutzwand, auch als Blendschutz und ein verstärktes Fahrzeugrückhaltesystem.